# Ichnanthus leiocarpus
Ichnanthus leiocarpus är en gräsart som först beskrevs av Spreng., och fick sitt nu gällande namn av Carl Sigismund Kunth. Ichnanthus leiocarpus ingår i släktet Ichnanthus och familjen gräs. Inga underarter finns listade i Catalogue of Life.